# گمینا زاووسکی
گمینا زاووسکی (به لهستانی:  Gmina Załuski) یک گمینا در لهستان است که در شهرستان پوونگسک واقع شده‌است. گمینا زاووسکی ۱۱۱٫۶۵ کیلومتر مربع مساحت و ۵٬۶۹۷ نفر جمعیت دارد.